# It's the Falling in Love
It's the Falling in Love è una canzone interpretata dal cantante statunitense Michael Jackson inclusa nel quinto album in studio dell'artista, Off the Wall (1979), di cui costituisce la nona traccia.

## Il brano
Il brano fu scritto da Carole Bayer Sager e David Foster e prodotto da Quincy Jones. Le registrazioni si svolsero a partire dall'inverno del 1978 al giugno 1979 negli studi di Los Angeles: Allen Zentz (per la parte vocale e ritmica), Cherokee Studios (per gli archi) e Westlake Recording Studios (per il basso e il missaggio). Ad accompagnare come seconda voce Jackson, venne chiamata la cantante Patti Austin che duettò col cantante nel brano, cantando anche il secondo verso della canzone e i cori; nonostante questo, il brano non verrà descritto come un duetto nel libretto dell'album. Steve Porcaro dei Toto supervisionò la programmazione dei sintetizzatori. Il testo descrive il modo di innamorarsi delle donne da parte degli uomini. Carol Bayer Sager aveva già registrato una prima versione della canzone per il suo secondo album in studio, ...Too, del 1978, con un featuring dei cantanti Michael McDonald e Bill Champlin.